# Rust In Peace Wembley
Rust In Peace Wembley es el segundo álbum en vivo de la banda de thrash metal Megadeth que fue grabado en su presentación en Wembley en el marco de su gira Rust In Peace World Tour. Es el primer material en vivo de la banda que cuenta con su formación más exitosa (Dave Mustaine/Marty Friedman/David Ellefson/Nick Menza).
El disco salió originalmente en el recopilatorio Warchest de 2007.

## Lista de canciones
| N.º     | Título                         | Escritor(es)            | Duración |  |
| 1.      | «Rattlehead»                   | Dave Mustaine           | 5:55     |  |
| 2.      | «Wake Up Dead»                 | Mustaine                | 3:53     |  |
| 3.      | «Hangar 18»                    | Mustaine                | 4:52     |  |
| 4.      | «Hook In Mouth»                | Mustaine                | 4:27     |  |
| 5.      | «Skull Beneath The Skin»       | Mustaine                | 3:30     |  |
| 6.      | «The Conjuring»                | Mustaine                | 4:48     |  |
| 7.      | «In My Darkest Hour»           | Mustaine/David Ellefson | 5:42     |  |
| 8.      | «Lucretia»                     | Mustaine/Marty Friedman | 3:42     |  |
| 9.      | «Devils Island»                | Mustaine                | 4:45     |  |
| 10.     | «Take No Prisoners»            | Mustaine                | 3:17     |  |
| 11.     | «Peace Sells»                  | Mustaine                | 4:12     |  |
| 12.     | «Holy Wars The Punishment Due» | Mustaine                | 6:42     |  |
| 1:08:29 |                                |                         |          |  |

## Integrantes
- Dave Mustaine: Voz y guitarra.
- Marty Friedman: Guitarra
- David Ellefson: Bajo.
- Nick Menza: Batería.